# Tepuiacris duidae
Tepuiacris duidae is een rechtvleugelig insect uit de familie Romaleidae. De wetenschappelijke naam van deze soort is voor het eerst geldig gepubliceerd in 2002 door Carbonell.